# Giro d'Italia 2013
Il Giro d'Italia 2013, novantaseiesima edizione della corsa, valido come quindicesima prova dell'UCI World Tour 2013, si svolse in ventuno tappe dal 4 al 26 maggio 2013 per un totale di 3 339,8 km. La corsa partì da Napoli (per la seconda volta, dopo il 1963) e si concluse a Brescia (per la prima volta). La vittoria fu conquistata dall'italiano Vincenzo Nibali, che completò il percorso in 84h53'28", alla media di 39,342 km/h, davanti al colombiano Rigoberto Urán e all'australiano Cadel Evans.
Sul traguardo di Brescia 168 ciclisti, su 207 partiti da Napoli, portarono a termine la competizione.

## Percorso

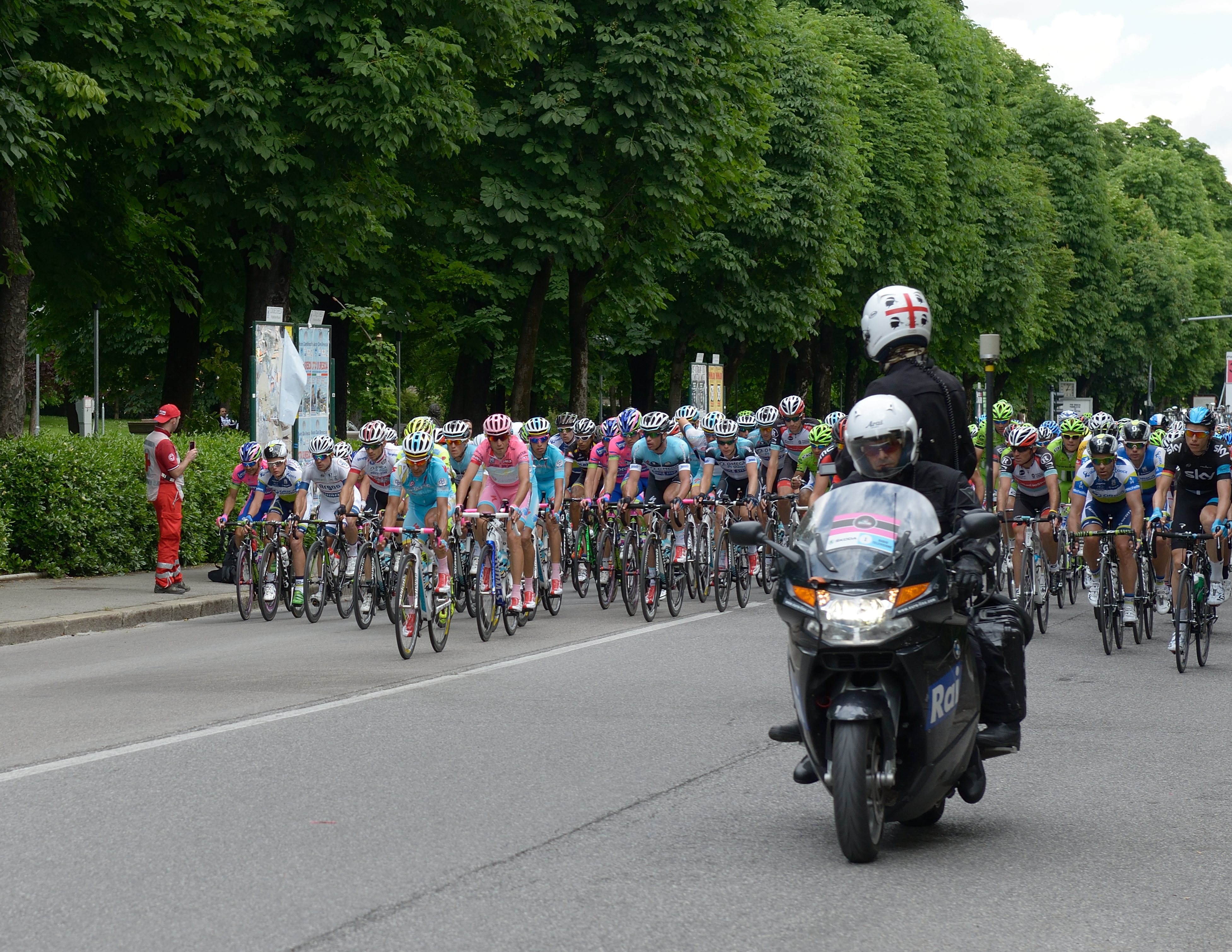
Arrivo del Giro a Brescia

Il percorso fu presentato ufficialmente il 30 settembre 2012 nello Spazio Pelota di Milano. A causa dell'eccezionale maltempo che colpì l'Italia settentrionale, il tracciato previsto subì significative variazioni, tanto che tutti i tracciati delle tappe d'alta montagna disputate sull'arco alpino furono ridisegnati, e la 19ª tappa fu addirittura annullata.
La partenza fu a Napoli con una tappa che si snodò lungo due diversi circuiti cittadini da ripetersi rispettivamente quattro e otto volte, e si concluse sul lungomare di Via Francesco Caracciolo. La città partenopea aveva già ospitato la partenza del Giro d'Italia nel 1963. L'arrivo finale fu posto a Brescia dopo una tappa pianeggiante partita da Riese Pio X.
Gli arrivi in salita al termine di tappe in linea avrebbero dovuto essere sei: Serra San Bruno, Altopiano del Montasio, Bardonecchia, Col du Galibier, Val Martello, Tre Cime di Lavaredo. Tuttavia il traguardo in Val Martello non fu raggiunto a causa delle nevicate che resero impraticabili il Passo di Gavia e il Passo dello Stelvio; nonostante fosse stata inizialmente ridisegnata (con il passaggio sul passo del Tonale e sul passo Castrin), la tappa fu annullata per la copiosa nevicata che aveva interessato lo stesso Tonale.
Si disputò una cronoscalata di 20,6 km da Mori a Polsa sulle pendici del Monte Baldo. Altre due furono le tappe contro il tempo: la cronometro a squadre di 17,4 km sull'isola d'Ischia e la cronometro individuale di 55,5 km da Gabicce Mare a Saltara. La cima Coppi che avrebbe dovuto essere il Passo dello Stelvio, risultò poi essere alle Tre Cime di Lavaredo, a 2 304 m d'altezza. Con l'arrivo a Erto e Casso e la successiva partenza da Longarone il Giro rese omaggio alle 1 917 vittime del disastro del Vajont, del quale ricorreva il cinquantenario.
Madrina dell'evento fu la conduttrice televisiva Alessia Ventura, mentre fu l'ultima edizione ai microfoni della Rai per la storica voce tecnica di Davide Cassani prima della sua nomina a commissario tecnico della Nazionale di ciclismo su strada dell'Italia, avvenuta nel gennaio 2014.

## Tappe
| Tappa  | Data      | Percorso                                           | km      | Vincitore di tappa                 | Leader cl. generale |
| ------ | --------- | -------------------------------------------------- | ------- | ---------------------------------- | ------------------- |
| 1ª     | 4 maggio  | Napoli > Napoli                                    | 130     | Mark Cavendish                     | Mark Cavendish      |
| 2ª     | 5 maggio  | Ischia Porto > Forio (cronometro a squadre)        | 17,4    | Sky Procycling                     | Salvatore Puccio    |
| 3ª     | 6 maggio  | Sorrento > Marina di Ascea                         | 222     | Luca Paolini                       | Luca Paolini        |
| 4ª     | 7 maggio  | Policastro Bussentino > Serra San Bruno            | 246     | Enrico Battaglin                   | Luca Paolini        |
| 5ª     | 8 maggio  | Cosenza > Matera                                   | 203     | John Degenkolb                     | Luca Paolini        |
| 6ª     | 9 maggio  | Mola di Bari > Margherita di Savoia                | 169     | Mark Cavendish                     | Luca Paolini        |
| 7ª     | 10 maggio | Marina di San Salvo > Pescara                      | 177     | Adam Hansen                        | Beñat Intxausti     |
| 8ª     | 11 maggio | Gabicce Mare > Saltara (cronometro individuale)    | 54,8    | Alex Dowsett                       | Vincenzo Nibali     |
| 9ª     | 12 maggio | Sansepolcro > Firenze                              | 170     | Maksim Bel'kov                     | Vincenzo Nibali     |
|        | 13 maggio | giorno di riposo                                   |         |                                    |                     |
| 10ª    | 14 maggio | Cordenons > Altopiano del Montasio                 | 167     | Rigoberto Urán                     | Vincenzo Nibali     |
| 11ª    | 15 maggio | Tarvisio (Cave del Predil) > Vajont (Erto e Casso) | 182     | Ramūnas Navardauskas               | Vincenzo Nibali     |
| 12ª    | 16 maggio | Longarone > Treviso                                | 134     | Mark Cavendish                     | Vincenzo Nibali     |
| 13ª    | 17 maggio | Busseto > Cherasco                                 | 254     | Mark Cavendish                     | Vincenzo Nibali     |
| 14ª    | 18 maggio | Cervere > Bardonecchia (Jafferau)                  | 180     | Mauro Santambrogio Vincenzo Nibali | Vincenzo Nibali     |
| 15ª    | 19 maggio | Cesana Torinese > Les Granges du Galibier (FRA)    | 145     | Giovanni Visconti                  | Vincenzo Nibali     |
|        | 20 maggio | giorno di riposo                                   |         |                                    |                     |
| 16ª    | 21 maggio | Valloire (FRA) > Ivrea                             | 238     | Beñat Intxausti                    | Vincenzo Nibali     |
| 17ª    | 22 maggio | Caravaggio > Vicenza                               | 214     | Giovanni Visconti                  | Vincenzo Nibali     |
| 18ª    | 23 maggio | Mori > Polsa (cronoscalata)                        | 20,6    | Vincenzo Nibali                    | Vincenzo Nibali     |
| 19ª    | 24 maggio | Ponte di Legno > Val Martello                      | 139     | annullata                          | annullata           |
| 20ª    | 25 maggio | Silandro > Tre Cime di Lavaredo                    | 210     | Vincenzo Nibali                    | Vincenzo Nibali     |
| 21ª    | 26 maggio | Riese Pio X > Brescia                              | 206     | Mark Cavendish                     | Vincenzo Nibali     |
| Totale | Totale    | Totale                                             | 3 339,8 |                                    |                     |

## Squadre e corridori partecipanti

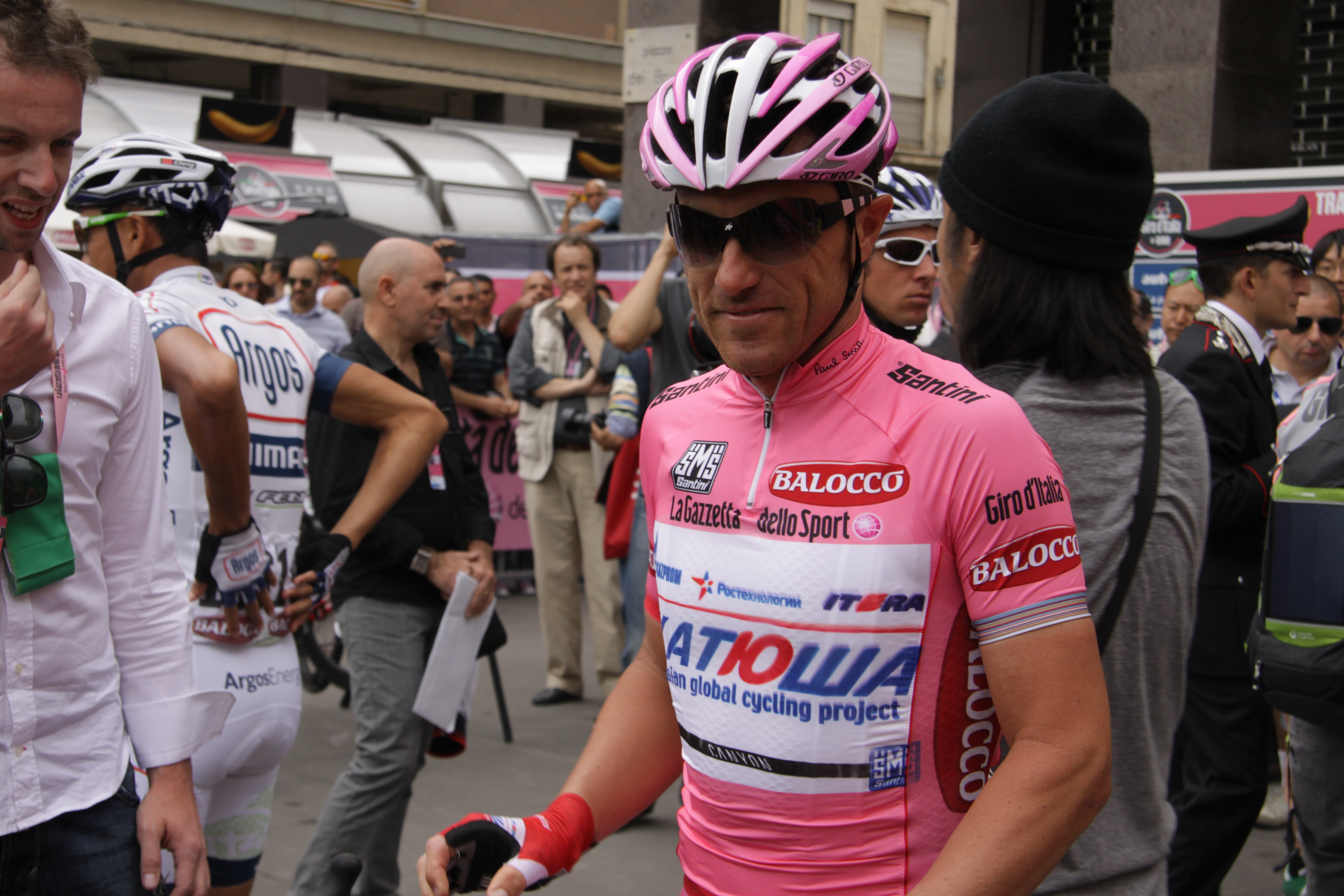
Luca Paolini in maglia rosa a Cosenza.

Sono state 19 le squadre ciclistiche con licenza UCI ProTeam a partecipare di diritto al Giro d'Italia 2013 alle quali, su invito dell'organizzatore RCS MediaGroup, se ne sono aggiunte 4 UCI Professional Continental Team, l'Androni Giocattoli-Venezuela, come vincitrice della Coppa Italia 2012, la Bardiani Valvole-CSF Inox, la Colombia e la Vini Fantini-Selle Italia. I ciclisti alla partenza sono stati 207, numero che ha potuto eccedere il limite di 200 in seguito ad autorizzazione concessa dalla UCI il 28 febbraio 2013. Le nazionalità dei ciclisti rappresentate erano trenta; tra questi hanno gareggiato per la prima volta un greco e un cinese. Il Giro è stato portato a conclusione da 168 ciclisti.
| N.      | Cod. | Squadra                      |
| ------- | ---- | ---------------------------- |
| 1-9     | GRS  | Garmin-Sharp                 |
| 11-19   | ALM  | AG2R La Mondiale             |
| 21-29   | AND  | Androni Giocattoli-Venezuela |
| 31-39   | AST  | Astana Pro Team              |
| 41-49   | BAR  | Bardiani Valvole-CSF Inox    |
| 51-59   | BLA  | Blanco Pro Cycling Team      |
| 61-69   | BMC  | BMC Racing Team              |
| 71-79   | CAN  | Cannondale Pro Cycling       |
| 81-89   | COL  | Colombia                     |
| 91-99   | EUS  | Euskaltel-Euskadi            |
| 100-109 | FDJ  | FDJ                          |
| 111-119 | KAT  | Katusha Team                 |

| N.      | Cod. | Squadra                   |
| ------- | ---- | ------------------------- |
| 121-129 | LAM  | Lampre-Merida             |
| 131-139 | LTB  | Lotto-Belisol Team        |
| 141-149 | MOV  | Movistar Team             |
| 151-159 | OPQ  | Omega Pharma-Quickstep    |
| 161-169 | OGE  | Orica-GreenEDGE           |
| 171-179 | RLT  | RadioShack-Leopard        |
| 181-189 | SKY  | Sky Procycling            |
| 191-199 | ARG  | Team Argos-Shimano        |
| 201-209 | TST  | Team Saxo-Tinkoff         |
| 211-219 | VCD  | Vacansoleil-DCM           |
| 221-229 | VIN  | Vini Fantini-Selle Italia |

## Dettagli delle tappe

### 1ª tappa

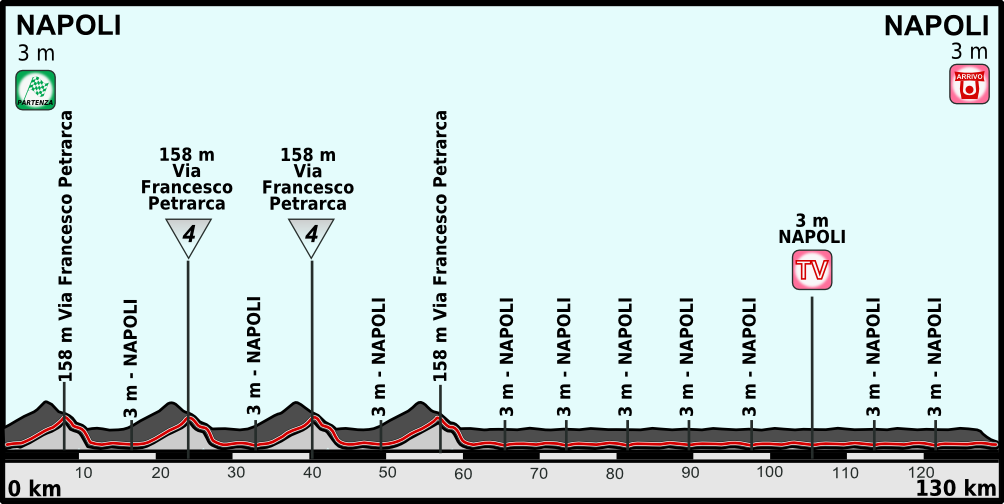
Profilo altimetrico della tappa

- 4 maggio: Napoli > Napoli – 130 km

Risultati
| Pos. | Corridore      | Squadra      | Tempo    |
| ---- | -------------- | ------------ | -------- |
| 1    | Mark Cavendish | Omega Pharma | 2h58'38" |
| 2    | Elia Viviani   | Cannondale   | s.t.     |
| 3    | Nacer Bouhanni | FDJ          | s.t.     |

| Pos. | Corridore      | Squadra      | Tempo    |
| ---- | -------------- | ------------ | -------- |
| 1    | Mark Cavendish | Omega Pharma | 2h58'18" |
| 2    | Elia Viviani   | Cannondale   | a 8"     |
| 3    | Nacer Bouhanni | FDJ          | a 12"    |

### 2ª tappa
- 5 maggio: Ischia Porto > Forio – Cronometro a squadre – 17,4 km

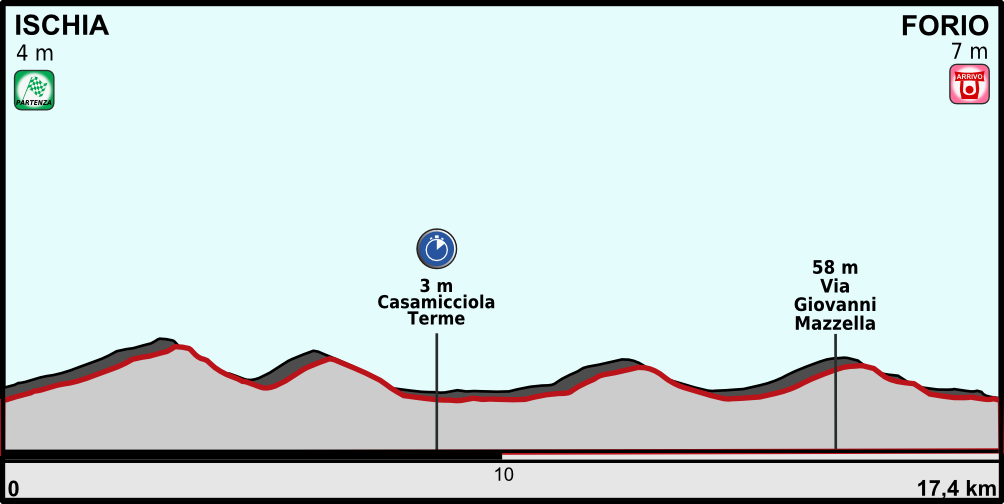
Profilo altimetrico della tappa

Risultati
| Pos. | Squadra         | Tempo  |
| ---- | --------------- | ------ |
| 1    | Sky Procycling  | 22'05" |
| 2    | Movistar Team   | a 9"   |
| 3    | Astana Pro Team | a 14"  |

| Pos. | Corridore        | Squadra | Tempo    |
| ---- | ---------------- | ------- | -------- |
| 1    | Salvatore Puccio | Sky     | 3h20'43" |
| 2    | Bradley Wiggins  | Sky     | s.t.     |
| 3    | Sergio Henao     | Sky     | s.t.     |

### 3ª tappa

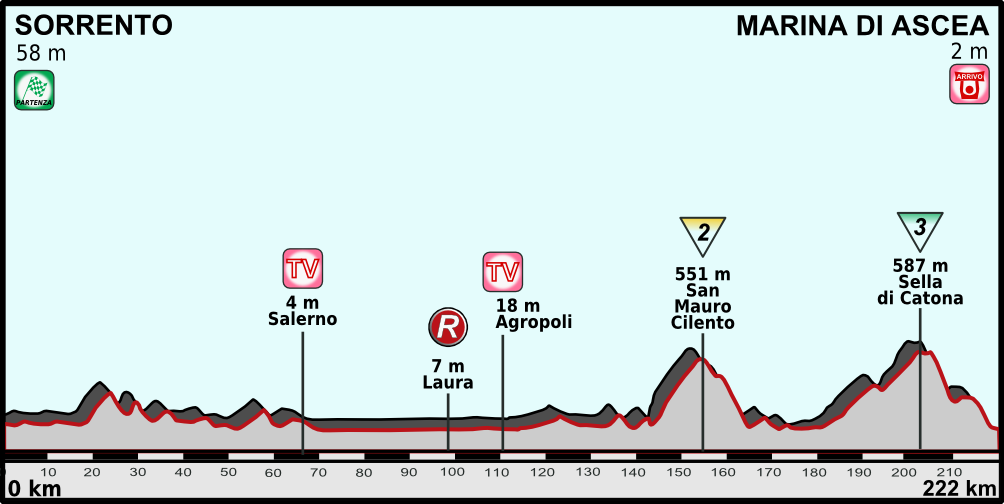
Profilo altimetrico della tappa

- 6 maggio: Sorrento > Marina di Ascea – 222 km

Risultati
| Pos. | Corridore      | Squadra    | Tempo    |
| ---- | -------------- | ---------- | -------- |
| 1    | Luca Paolini   | Katusha    | 5h43'50" |
| 2    | Cadel Evans    | BMC Racing | a 16"    |
| 3    | Ryder Hesjedal | Garmin     | s.t.     |

| Pos. | Corridore       | Squadra | Tempo    |
| ---- | --------------- | ------- | -------- |
| 1    | Luca Paolini    | Katusha | 9h04'32" |
| 2    | Bradley Wiggins | Sky     | a 17"    |
| 3    | Rigoberto Urán  | Sky     | s.t.     |

### 4ª tappa
- 7 maggio: Policastro Bussentino > Serra San Bruno – 244 km

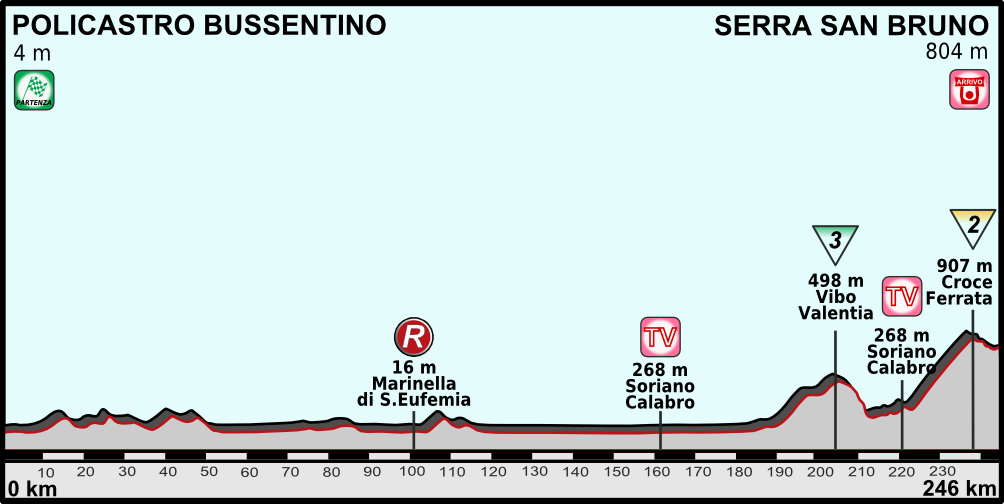
Profilo altimetrico della tappa

Risultati
| Pos. | Corridore         | Squadra  | Tempo    |
| ---- | ----------------- | -------- | -------- |
| 1    | Enrico Battaglin  | Bardiani | 6h14'19" |
| 2    | Fabio Felline     | Androni  | s.t.     |
| 3    | Giovanni Visconti | Movistar | s.t.     |

| Pos. | Corridore       | Squadra  | Tempo     |
| ---- | --------------- | -------- | --------- |
| 1    | Luca Paolini    | Katusha  | 15h18'51" |
| 2    | Rigoberto Urán  | Sky      | a 17"     |
| 3    | Beñat Intxausti | Movistar | a 26"     |

### 5ª tappa

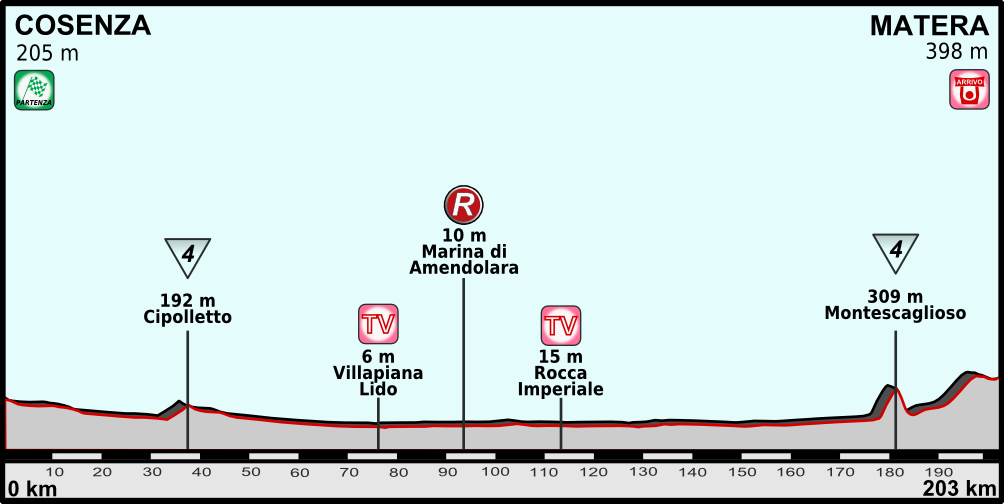
Profilo altimetrico della tappa

- 8 maggio: Cosenza > Matera – 199 km

Risultati
| Pos. | Corridore      | Squadra | Tempo    |
| ---- | -------------- | ------- | -------- |
| 1    | John Degenkolb | Argos   | 4h37'48" |
| 2    | Ángel Vicioso  | Katusha | s.t.     |
| 3    | Paul Martens   | Blanco  | s.t.     |

| Pos. | Corridore       | Squadra  | Tempo     |
| ---- | --------------- | -------- | --------- |
| 1    | Luca Paolini    | Katusha  | 19h56'39" |
| 2    | Rigoberto Urán  | Sky      | a 17"     |
| 3    | Beñat Intxausti | Movistar | a 26"     |

### 6ª tappa
- 9 maggio: Mola di Bari > Margherita di Savoia – 154 km

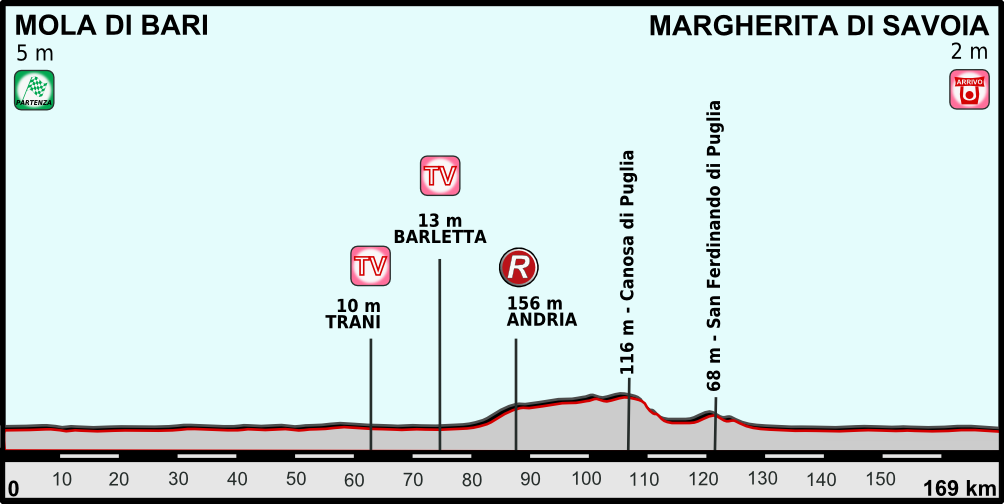
Profilo altimetrico della tappa

Risultati
| Pos. | Corridore      | Squadra      | Tempo    |
| ---- | -------------- | ------------ | -------- |
| 1    | Mark Cavendish | Omega Pharma | 3h56'03" |
| 2    | Elia Viviani   | Cannondale   | s.t.     |
| 3    | Matthew Goss   | Orica        | s.t.     |

| Pos. | Corridore       | Squadra  | Tempo     |
| ---- | --------------- | -------- | --------- |
| 1    | Luca Paolini    | Katusha  | 23h52'42" |
| 2    | Rigoberto Urán  | Sky      | a 17"     |
| 3    | Beñat Intxausti | Movistar | a 26"     |

### 7ª tappa
- 10 maggio: Marina di San Salvo > Pescara – 177 km

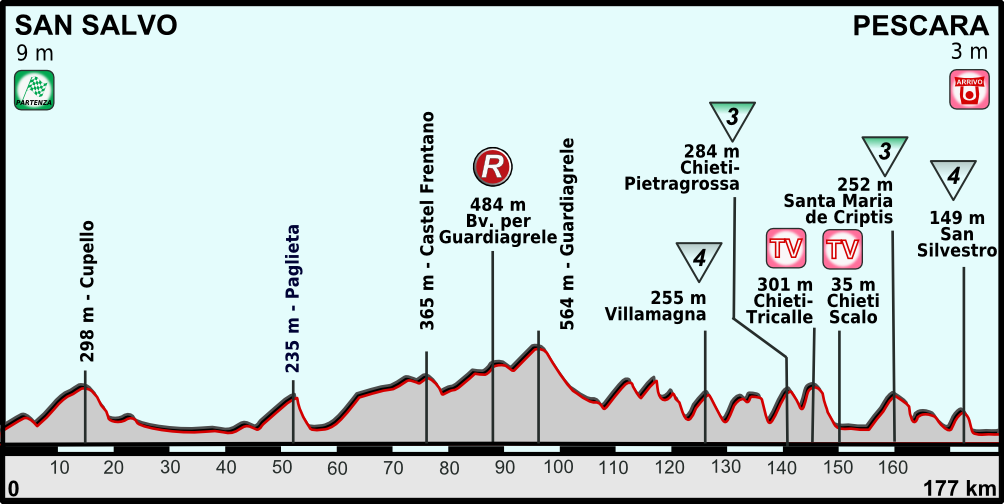
Profilo altimetrico della tappa

Risultati
| Pos. | Corridore        | Squadra      | Tempo    |
| ---- | ---------------- | ------------ | -------- |
| 1    | Adam Hansen      | Lotto        | 4h35'49" |
| 2    | Enrico Battaglin | Bardiani     | a 1'07"  |
| 3    | Danilo Di Luca   | Vini Fantini | s.t.     |

| Pos. | Corridore       | Squadra  | Tempo     |
| ---- | --------------- | -------- | --------- |
| 1    | Beñat Intxausti | Movistar | 28h30'04" |
| 2    | Vincenzo Nibali | Astana   | a 5"      |
| 3    | Ryder Hesjedal  | Garmin   | a 8"      |

### 8ª tappa
- 11 maggio: Gabicce Mare > Saltara – Cronometro individuale – 54,8 km

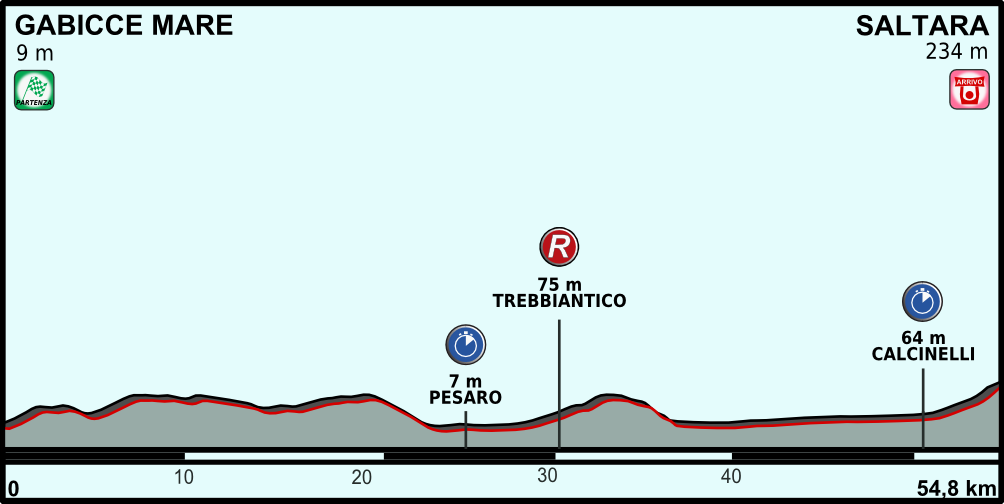
Profilo altimetrico della tappa

Risultati
| Pos. | Corridore       | Squadra  | Tempo    |
| ---- | --------------- | -------- | -------- |
| 1    | Alex Dowsett    | Movistar | 1h16'27" |
| 2    | Bradley Wiggins | Sky      | a 10"    |
| 3    | Tanel Kangert   | Astana   | a 14"    |

| Pos. | Corridore       | Squadra    | Tempo     |
| ---- | --------------- | ---------- | --------- |
| 1    | Vincenzo Nibali | Astana     | 29h46'57" |
| 2    | Cadel Evans     | BMC Racing | a 29"     |
| 3    | Robert Gesink   | Blanco     | a 1'15"   |

### 9ª tappa

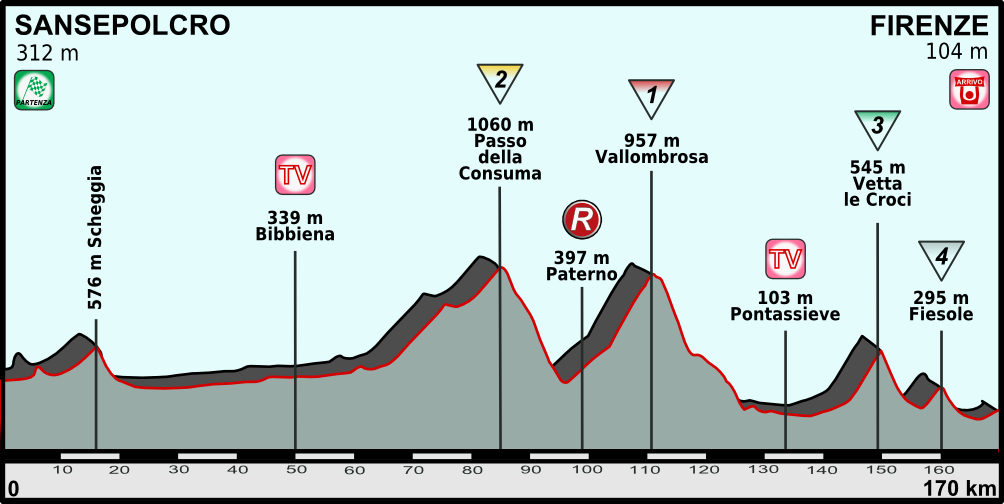
Profilo altimetrico della tappa

- 12 maggio: Sansepolcro > Firenze – 170 km

Risultati
| Pos. | Corridore          | Squadra  | Tempo    |
| ---- | ------------------ | -------- | -------- |
| 1    | Maksim Bel'kov     | Katusha  | 4h31'31" |
| 2    | Carlos A. Betancur | AG2R     | a 44"    |
| 3    | Jarlinson Pantano  | Colombia | a 46"    |

| Pos. | Corridore       | Squadra    | Tempo     |
| ---- | --------------- | ---------- | --------- |
| 1    | Vincenzo Nibali | Astana     | 34h19'31" |
| 2    | Cadel Evans     | BMC Racing | a 29"     |
| 3    | Robert Gesink   | Blanco     | a 1'15"   |

### 10ª tappa
- 14 maggio: Cordenons > Altopiano del Montasio – 167 km

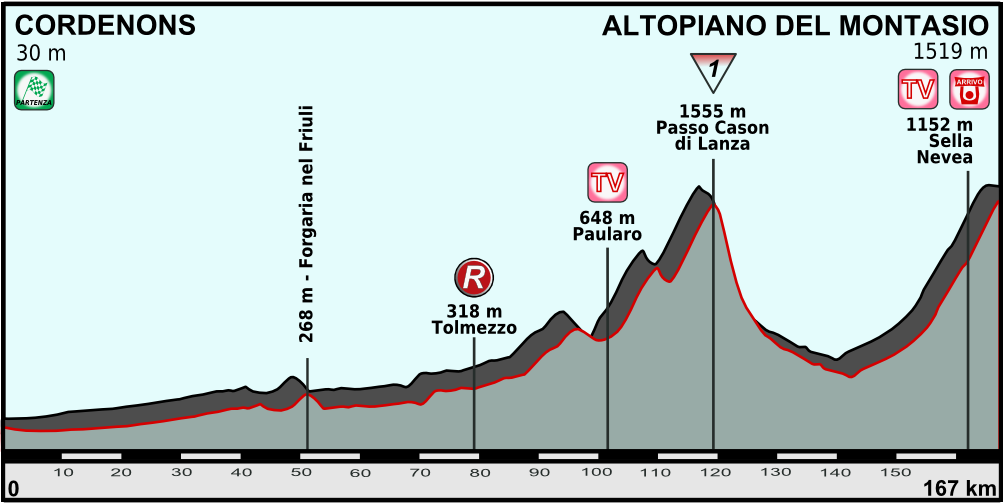
Profilo altimetrico della tappa

Risultati
| Pos. | Corridore          | Squadra | Tempo    |
| ---- | ------------------ | ------- | -------- |
| 1    | Rigoberto Urán     | Sky     | 4h37'42" |
| 2    | Carlos A. Betancur | AG2R    | a 20"    |
| 3    | Vincenzo Nibali    | Astana  | a 31"    |

| Pos. | Corridore       | Squadra    | Tempo     |
| ---- | --------------- | ---------- | --------- |
| 1    | Vincenzo Nibali | Astana     | 38h57'32" |
| 2    | Cadel Evans     | BMC Racing | a 41"     |
| 3    | Rigoberto Urán  | Sky        | a 2'04"   |

### 11ª tappa
- 15 maggio: Tarvisio (Cave del Predil) > Vajont (Erto e Casso) – 182 km

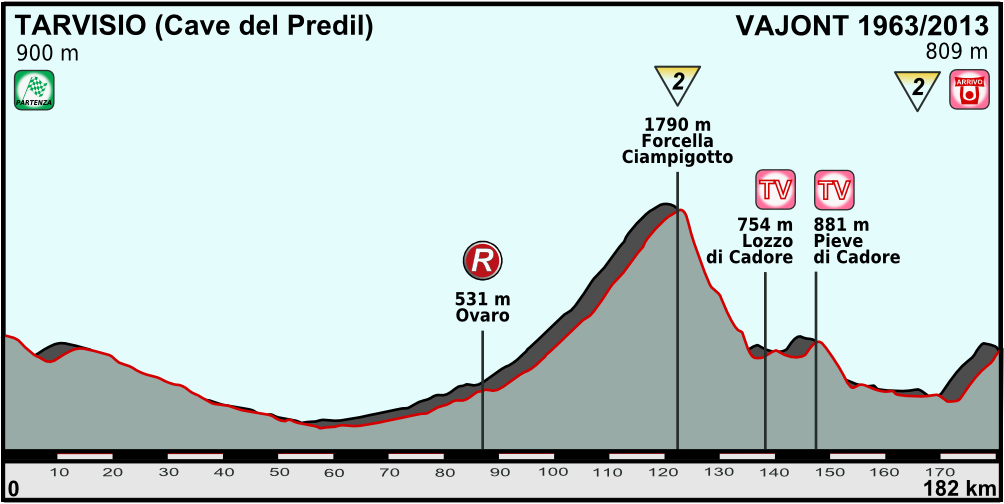
Profilo altimetrico della tappa

Risultati
| Pos. | Corridore         | Squadra    | Tempo    |
| ---- | ----------------- | ---------- | -------- |
| 1    | Ram. Navardauskas | Garmin     | 4h23'14" |
| 2    | Daniel Oss        | BMC Racing | a 1'08"  |
| 3    | Stefano Pirazzi   | Bardiani   | a 2'59"  |

| Pos. | Corridore       | Squadra    | Tempo     |
| ---- | --------------- | ---------- | --------- |
| 1    | Vincenzo Nibali | Astana     | 43h26'27" |
| 2    | Cadel Evans     | BMC Racing | a 41"     |
| 3    | Rigoberto Urán  | Sky        | a 2'04"   |

### 12ª tappa

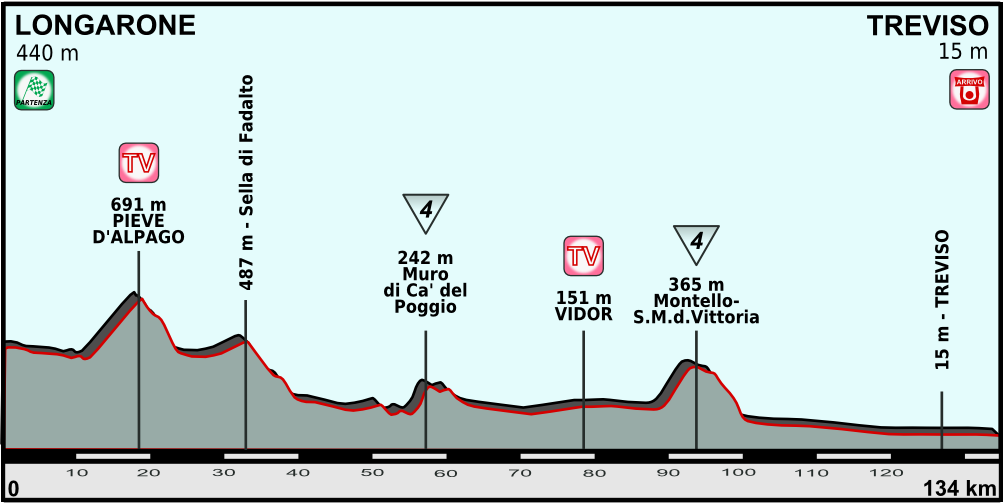
Profilo altimetrico della tappa

- 16 maggio: Longarone > Treviso – 134 km

Risultati
| Pos. | Corridore      | Squadra      | Tempo    |
| ---- | -------------- | ------------ | -------- |
| 1    | Mark Cavendish | Omega Pharma | 3h01'47" |
| 2    | Nacer Bouhanni | FDJ          | s.t.     |
| 3    | Luka Mezgec    | Argos        | s.t.     |

| Pos. | Corridore       | Squadra    | Tempo     |
| ---- | --------------- | ---------- | --------- |
| 1    | Vincenzo Nibali | Astana     | 46h28'14" |
| 2    | Cadel Evans     | BMC Racing | a 41"     |
| 3    | Rigoberto Urán  | Sky        | a 2'04"   |

### 13ª tappa

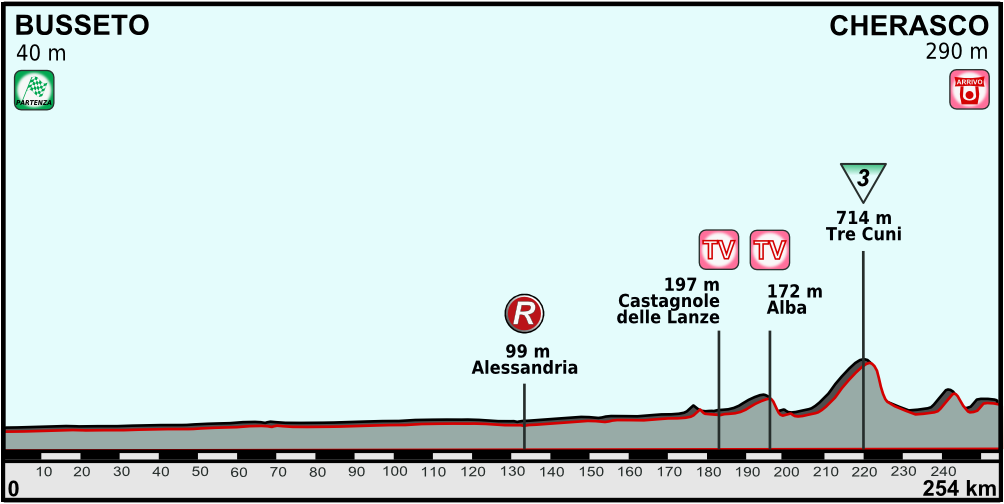
Profilo altimetrico della tappa

- 17 maggio: Busseto > Cherasco – 254 km

Risultati
| Pos. | Corridore       | Squadra      | Tempo    |
| ---- | --------------- | ------------ | -------- |
| 1    | Mark Cavendish  | Omega Pharma | 6h09'55" |
| 2    | Giacomo Nizzolo | RadioShack   | s.t.     |
| 3    | Luka Mezgec     | Argos        | s.t.     |

| Pos. | Corridore       | Squadra    | Tempo     |
| ---- | --------------- | ---------- | --------- |
| 1    | Vincenzo Nibali | Astana     | 52h38'09" |
| 2    | Cadel Evans     | BMC Racing | a 41"     |
| 3    | Rigoberto Urán  | Sky        | a 2'04"   |

### 14ª tappa
- 18 maggio: Cervere > Bardonecchia (Jafferau) – 180 km[6]

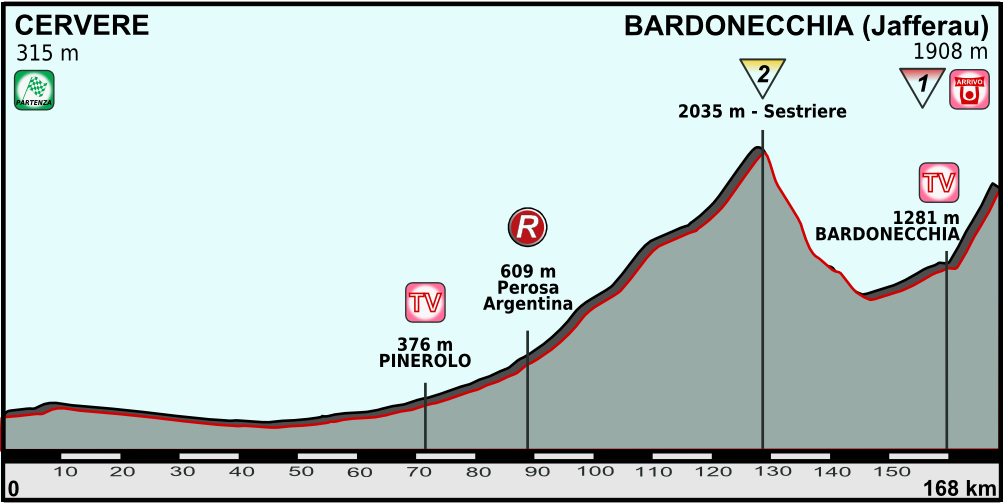
Profilo altimetrico della tappa

Risultati
| Pos. | Corridore          | Squadra      | Tempo    |
| ---- | ------------------ | ------------ | -------- |
| SQ   | Mauro Santambrogio | Vini Fantini | 4h42'55" |
| 1    | Vincenzo Nibali    | Astana       | 4h42'55" |
| 2    | Carlos A. Betancur | AG2R         | a 9"     |

| Pos. | Corridore       | Squadra    | Tempo     |
| ---- | --------------- | ---------- | --------- |
| 1    | Vincenzo Nibali | Astana     | 57h20'52" |
| 2    | Cadel Evans     | BMC Racing | a 1'26"   |
| 3    | Rigoberto Urán  | Sky        | a 2'46"   |

### 15ª tappa
- 19 maggio: Cesana Torinese > Les Granges du Galibier (Francia) – 145 km[8]

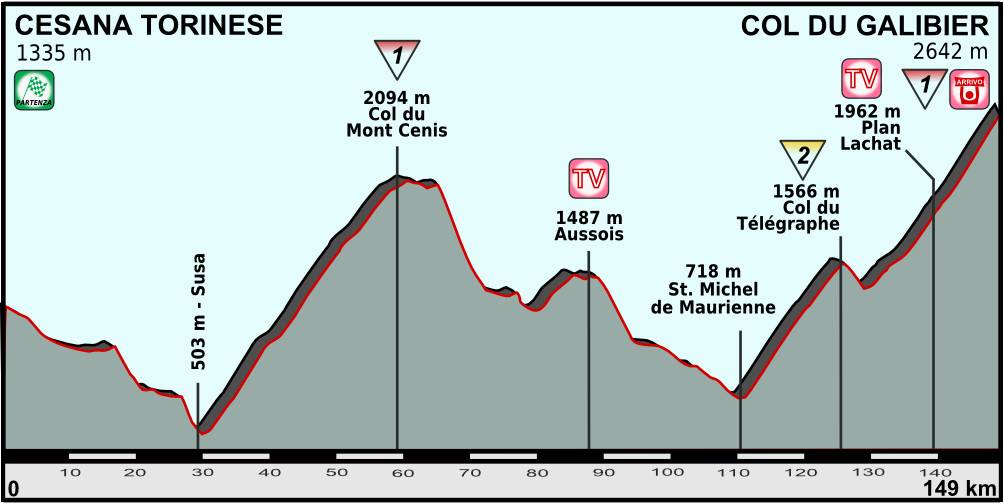
Profilo altimetrico della tappa

Risultati
| Pos. | Corridore          | Squadra  | Tempo    |
| ---- | ------------------ | -------- | -------- |
| 1    | Giovanni Visconti  | Movistar | 4h40'48" |
| 2    | Carlos A. Betancur | AG2R     | a 42"    |
| 3    | Przemysław Niemiec | Lampre   | s.t.     |

| Pos. | Corridore       | Squadra    | Tempo     |
| ---- | --------------- | ---------- | --------- |
| 1    | Vincenzo Nibali | Astana     | 62h02'34" |
| 2    | Cadel Evans     | BMC Racing | a 1'26"   |
| 3    | Rigoberto Urán  | Sky        | a 2'46"   |

### 16ª tappa
- 21 maggio: Valloire (Francia) > Ivrea – 238 km

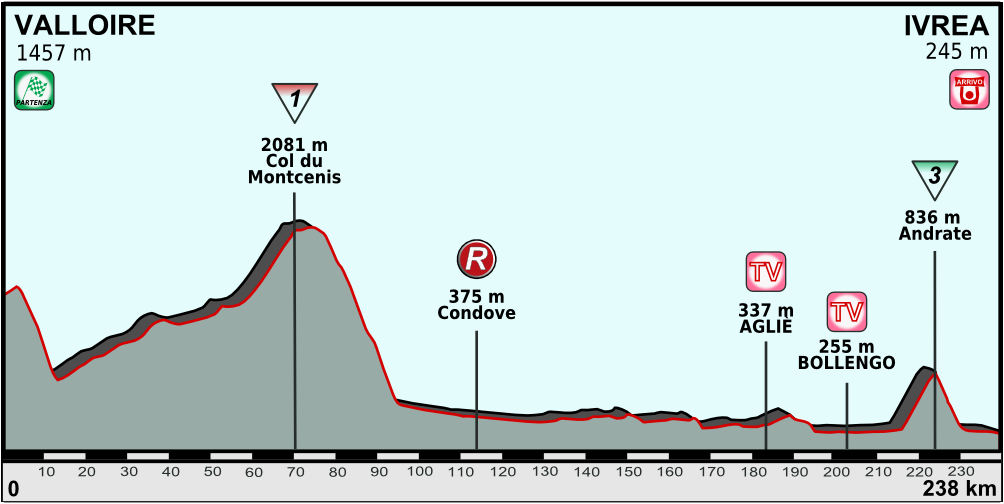
Profilo altimetrico della tappa

Risultati
| Pos. | Corridore          | Squadra  | Tempo    |
| ---- | ------------------ | -------- | -------- |
| 1    | Beñat Intxausti    | Movistar | 5h52'48" |
| 2    | Tanel Kangert      | Astana   | s.t.     |
| 3    | Przemysław Niemiec | Lampre   | s.t.     |

| Pos. | Corridore       | Squadra    | Tempo     |
| ---- | --------------- | ---------- | --------- |
| 1    | Vincenzo Nibali | Astana     | 67h55'36" |
| 2    | Cadel Evans     | BMC Racing | a 1'26"   |
| 3    | Rigoberto Urán  | Sky        | a 2'46"   |

### 17ª tappa

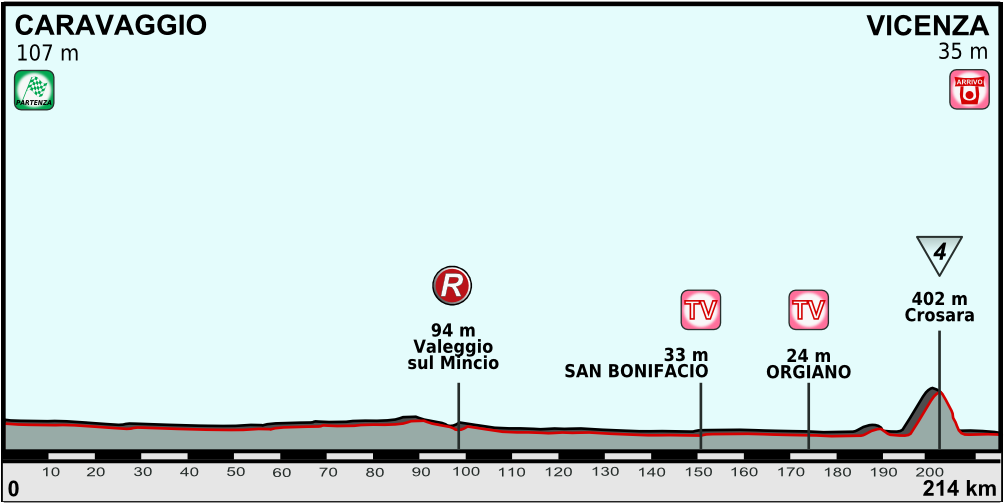
Profilo altimetrico della tappa

- 22 maggio: Caravaggio > Vicenza – 214 km

Risultati
| Pos. | Corridore         | Squadra  | Tempo    |
| ---- | ----------------- | -------- | -------- |
| 1    | Giovanni Visconti | Movistar | 5h15'34" |
| 2    | Ram. Navardauskas | Garmin   | a 19"    |
| 3    | Luka Mezgec       | Argos    | s.t.     |

| Pos. | Corridore       | Squadra    | Tempo     |
| ---- | --------------- | ---------- | --------- |
| 1    | Vincenzo Nibali | Astana     | 73h11'29" |
| 2    | Cadel Evans     | BMC Racing | a 1'26"   |
| 3    | Rigoberto Urán  | Sky        | a 2'46"   |

### 18ª tappa
- 23 maggio: Mori > Polsa – Cronoscalata – 20,6 km

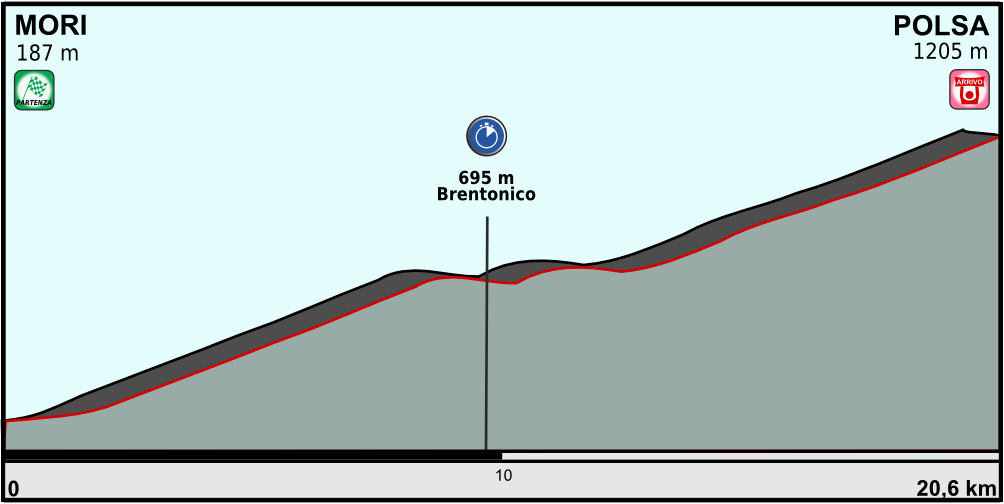
Profilo altimetrico della tappa

Risultati
| Pos. | Corridore       | Squadra    | Tempo   |
| ---- | --------------- | ---------- | ------- |
| 1    | Vincenzo Nibali | Astana     | 44'29"  |
| 2    | Samuel Sánchez  | Euskaltel  | a 58"   |
| 3    | Damiano Caruso  | Cannondale | a 1'20" |

| Pos. | Corridore       | Squadra    | Tempo     |
| ---- | --------------- | ---------- | --------- |
| 1    | Vincenzo Nibali | Astana     | 73h55'58" |
| 2    | Cadel Evans     | BMC Racing | a 4'02"   |
| 3    | Rigoberto Urán  | Sky        | a 4'12"   |

### 19ª tappa
- 24 maggio: Ponte di Legno > Val Martello – 139 km

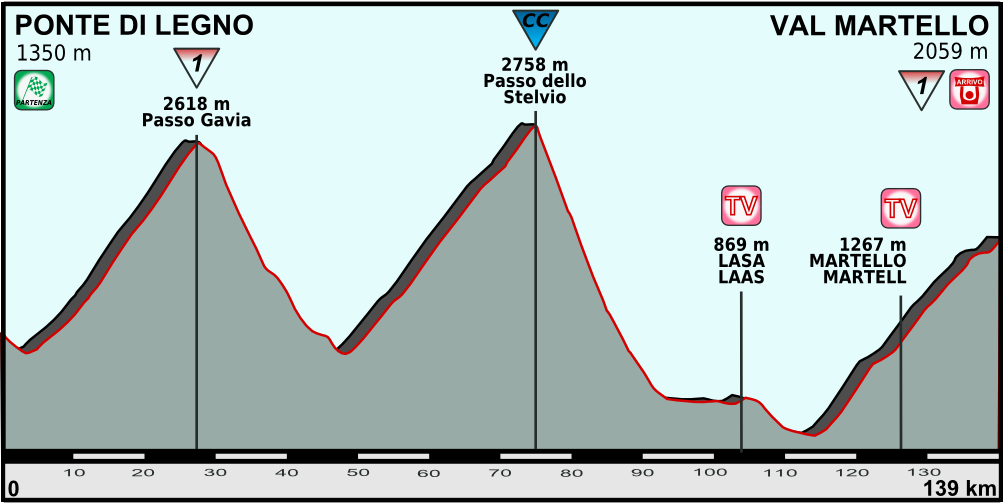
Profilo altimetrico della tappa

Annullata a causa del maltempo

### 20ª tappa
- 25 maggio: Silandro > Tre Cime di Lavaredo – 210 km[4]

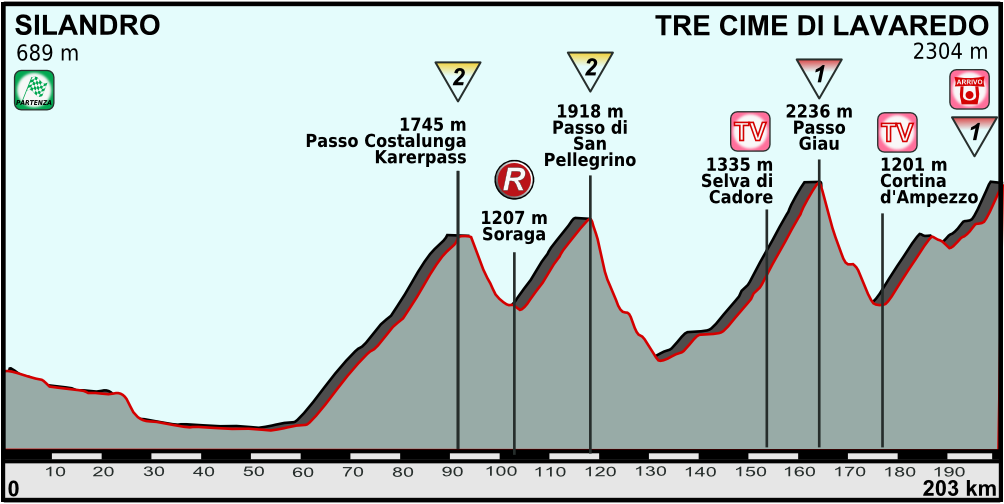
Profilo altimetrico della tappa

Risultati
| Pos. | Corridore       | Squadra  | Tempo    |
| ---- | --------------- | -------- | -------- |
| 1    | Vincenzo Nibali | Astana   | 5h27'41" |
| 2    | Fabio Duarte    | Colombia | a 17"    |
| 3    | Rigoberto Urán  | Sky      | a 19"    |

| Pos. | Corridore       | Squadra    | Tempo     |
| ---- | --------------- | ---------- | --------- |
| 1    | Vincenzo Nibali | Astana     | 79h23'19" |
| 2    | Rigoberto Urán  | Sky        | a 4'43"   |
| 3    | Cadel Evans     | BMC Racing | a 5'52"   |

### 21ª tappa

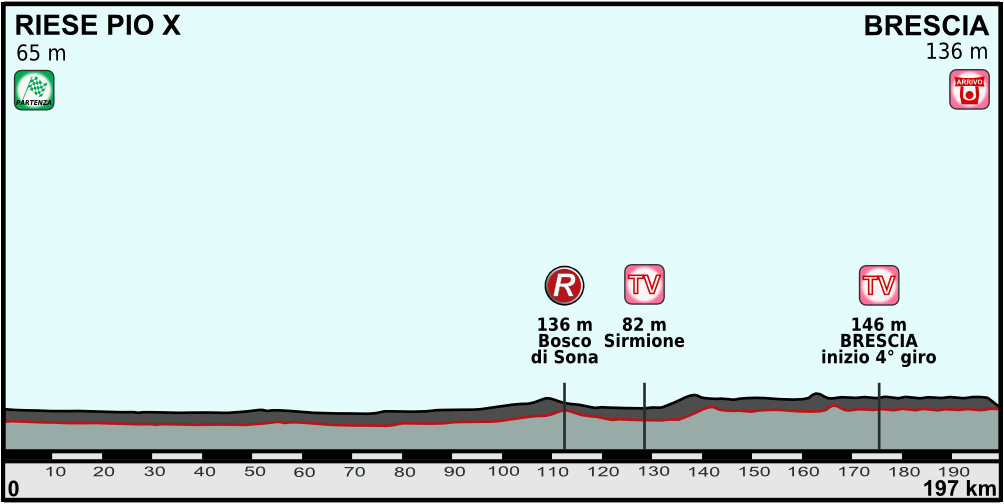
Profilo altimetrico della tappa

- 26 maggio: Riese Pio X > Brescia – 206 km

Risultati
| Pos. | Corridore      | Squadra      | Tempo    |
| ---- | -------------- | ------------ | -------- |
| 1    | Mark Cavendish | Omega Pharma | 5h30'09" |
| 2    | Sacha Modolo   | Bardiani     | s.t.     |
| 3    | Elia Viviani   | Cannondale   | s.t.     |

| Pos. | Corridore       | Squadra    | Tempo     |
| ---- | --------------- | ---------- | --------- |
| 1    | Vincenzo Nibali | Astana     | 84h53'28" |
| 2    | Rigoberto Urán  | Sky        | a 4'43"   |
| 3    | Cadel Evans     | BMC Racing | a 5'52"   |

## Evoluzione delle classifiche
| Tappa              | Vincitore                          | Classifica generale Maglia rosa | Classifica a punti Maglia rossa | Classifica scalatori Maglia azzurra | Classifica miglior giovane Maglia bianca | Classifica a Squadre    | Classifica Super Team |
| ------------------ | ---------------------------------- | ------------------------------- | ------------------------------- | ----------------------------------- | ---------------------------------------- | ----------------------- | --------------------- |
| 1ª                 | Mark Cavendish                     | Mark Cavendish                  | Mark Cavendish                  | Giovanni Visconti                   | Elia Viviani                             | Orica-GreenEDGE         | Orica-GreenEDGE       |
| 2ª                 | Sky Procycling                     | Salvatore Puccio                | Mark Cavendish                  | Giovanni Visconti                   | Salvatore Puccio                         | Sky Procycling          | Orica-GreenEDGE       |
| 3ª                 | Luca Paolini                       | Luca Paolini                    | Luca Paolini                    | Willem Wauters                      | Fabio Aru                                | Katusha Team            | Katusha Team          |
| 4ª                 | Enrico Battaglin                   | Luca Paolini                    | Luca Paolini                    | Giovanni Visconti                   | Fabio Aru                                | Katusha Team            | Katusha Team          |
| 5ª                 | John Degenkolb                     | Luca Paolini                    | Luca Paolini                    | Giovanni Visconti                   | Fabio Aru                                | Katusha Team            | Katusha Team          |
| 6ª                 | Mark Cavendish                     | Luca Paolini                    | Mark Cavendish                  | Giovanni Visconti                   | Fabio Aru                                | Katusha Team            | Katusha Team          |
| 7ª                 | Adam Hansen                        | Beñat Intxausti                 | Mark Cavendish                  | Giovanni Visconti                   | Rafał Majka                              | Katusha Team            | Katusha Team          |
| 8ª                 | Alex Dowsett                       | Vincenzo Nibali                 | Mark Cavendish                  | Giovanni Visconti                   | Wilco Kelderman                          | Astana Pro Team         | Orica-GreenEDGE       |
| 9ª                 | Maksim Bel'kov                     | Vincenzo Nibali                 | Cadel Evans                     | Stefano Pirazzi                     | Wilco Kelderman                          | Blanco Pro Cycling Team | BMC Racing Team       |
| 10ª                | Rigoberto Urán                     | Vincenzo Nibali                 | Cadel Evans                     | Stefano Pirazzi                     | Rafał Majka                              | Sky Procycling          | Sky Procycling        |
| 11ª                | Ramūnas Navardauskas               | Vincenzo Nibali                 | Cadel Evans                     | Stefano Pirazzi                     | Rafał Majka                              | Sky Procycling          | Sky Procycling        |
| 12ª                | Mark Cavendish                     | Vincenzo Nibali                 | Mark Cavendish                  | Stefano Pirazzi                     | Rafał Majka                              | Sky Procycling          | Sky Procycling        |
| 13ª                | Mark Cavendish                     | Vincenzo Nibali                 | Mark Cavendish                  | Stefano Pirazzi                     | Rafał Majka                              | Sky Procycling          | Sky Procycling        |
| 14ª                | Mauro Santambrogio Vincenzo Nibali | Vincenzo Nibali                 | Mark Cavendish                  | Stefano Pirazzi                     | Rafał Majka                              | Sky Procycling          | Sky Procycling        |
| 15ª                | Giovanni Visconti                  | Vincenzo Nibali                 | Mark Cavendish                  | Stefano Pirazzi                     | Carlos Alberto Betancur                  | Sky Procycling          | Sky Procycling        |
| 16ª                | Beñat Intxausti                    | Vincenzo Nibali                 | Mark Cavendish                  | Stefano Pirazzi                     | Carlos Alberto Betancur                  | Sky Procycling          | Movistar Team         |
| 17ª                | Giovanni Visconti                  | Vincenzo Nibali                 | Mark Cavendish                  | Stefano Pirazzi                     | Carlos Alberto Betancur                  | Sky Procycling          | Movistar Team         |
| 18ª                | Vincenzo Nibali                    | Vincenzo Nibali                 | Mark Cavendish                  | Stefano Pirazzi                     | Rafał Majka                              | Sky Procycling          | Sky Procycling        |
| 19ª                | annullata                          | Vincenzo Nibali                 | Mark Cavendish                  | Stefano Pirazzi                     | Rafał Majka                              | Sky Procycling          | Sky Procycling        |
| 20ª                | Vincenzo Nibali                    | Vincenzo Nibali                 | Vincenzo Nibali                 | Stefano Pirazzi                     | Carlos Alberto Betancur                  | Sky Procycling          | Sky Procycling        |
| 21ª                | Mark Cavendish                     | Vincenzo Nibali                 | Mark Cavendish                  | Stefano Pirazzi                     | Carlos Alberto Betancur                  | Sky Procycling          | Sky Procycling        |
| Classifiche finali | Classifiche finali                 | Vincenzo Nibali                 | Mark Cavendish                  | Stefano Pirazzi                     | Carlos Alberto Betancur                  | Sky Procycling          | Sky Procycling        |

Maglie indossate da altri ciclisti in caso di due o più maglie vinte
- Nella 2ª tappa Elia Viviani ha indossato la maglia rossa al posto di Mark Cavendish.
- Nella 3ª tappa Alex Dowsett ha indossato la maglia bianca al posto di Salvatore Puccio.
- Nella 4ª tappa Mark Cavendish ha indossato la maglia rossa al posto di Luca Paolini.
- Nella 5ª tappa Cadel Evans ha indossato la maglia rossa al posto di Luca Paolini.
- Nella 6ª tappa John Degenkolb ha indossato la maglia rossa al posto di Luca Paolini.
- Nella 21ª tappa Mark Cavendish ha indossato la maglia rossa al posto di Vincenzo Nibali.

| Tappa | Traguardi Volanti | Azzurri d'Italia | Premio Fuga     | Combattività      | Fair Play         |
| ----- | ----------------- | ---------------- | --------------- | ----------------- | ----------------- |
| 1ª    | Cameron Wurf      | Mark Cavendish   | Cameron Wurf    | Mark Cavendish    | Omega Pharma      |
| 2ª    | Cameron Wurf      | Mark Cavendish   | Cameron Wurf    | Mark Cavendish    | Movistar Team     |
| 3ª    | Cameron Wurf      | Luca Paolini     | Fabio Taborre   | Willem Wauters    | Katusha Team      |
| 4ª    | Marco Marcato     | Luca Paolini     | Miguel Mínguez  | Willem Wauters    | Katusha Team      |
| 5ª    | Rafael Andriato   | Luca Paolini     | Ricardo Mestre  | Rafael Andriato   | Katusha Team      |
| 6ª    | Cameron Wurf      | Mark Cavendish   | Cameron Wurf    | Mark Cavendish    | Katusha Team      |
| 7ª    | Cameron Wurf      | Mark Cavendish   | Pim Ligthart    | Adam Hansen       | Katusha Team      |
| 8ª    | Cameron Wurf      | Mark Cavendish   | Pim Ligthart    | Adam Hansen       | Team Saxo-Tinkoff |
| 9ª    | Cameron Wurf      | Mark Cavendish   | Pim Ligthart    | Maksim Bel'kov    | Team Saxo-Tinkoff |
| 10ª   | Cameron Wurf      | Mark Cavendish   | Pim Ligthart    | Elia Viviani      | Team Saxo-Tinkoff |
| 11ª   | Cameron Wurf      | Mark Cavendish   | Pim Ligthart    | Elia Viviani      | Cannondale        |
| 12ª   | Maksim Bel'kov    | Mark Cavendish   | Pim Ligthart    | Maksim Bel'kov    | Cannondale        |
| 13ª   | Rafael Andriato   | Mark Cavendish   | Rafael Andriato | Mark Cavendish    | Cannondale        |
| 14ª   | Rafael Andriato   | Mark Cavendish   | Rafael Andriato | Mark Cavendish    | Cannondale        |
| 15ª   | Rafael Andriato   | Mark Cavendish   | Rafael Andriato | Giovanni Visconti | Cannondale        |
| 16ª   | Rafael Andriato   | Mark Cavendish   | Rafael Andriato | Stefano Pirazzi   | Cannondale        |
| 17ª   | Maksim Bel'kov    | Mark Cavendish   | Maksim Bel'kov  | Giovanni Visconti | Cannondale        |
| 18ª   | Rafael Andriato   | Mark Cavendish   | Rafael Andriato | Giovanni Visconti | Cannondale        |
| 19ª   | Rafael Andriato   | Mark Cavendish   | Rafael Andriato | Giovanni Visconti | Cannondale        |
| 20ª   | Rafael Andriato   | Mark Cavendish   | Rafael Andriato | Vincenzo Nibali   | Cannondale        |
| 21ª   | Rafael Andriato   | Mark Cavendish   | Rafael Andriato | Mark Cavendish    | Cannondale        |

## Classifiche finali

### Classifica generale - Maglia rosa
| Pos. | Corridore          | Squadra      | Tempo     |
| ---- | ------------------ | ------------ | --------- |
| 1    | Vincenzo Nibali    | Astana       | 84h53'28" |
| 2    | Rigoberto Urán     | Sky          | a 4'43"   |
| 3    | Cadel Evans        | BMC Racing   | a 5'52"   |
| 4    | Michele Scarponi   | Lampre       | a 6'48"   |
| 5    | Carlos A. Betancur | AG2R         | a 7'28"   |
| 6    | Przemysław Niemiec | Lampre       | a 7'43"   |
| 7    | Rafał Majka        | Saxo-Tinkoff | a 8'09"   |
| 8    | Beñat Intxausti    | Movistar     | a 10'26"  |
| SQ   | Mauro Santambrogio | Vini Fantini | a 10'31"  |
| 10   | Domenico Pozzovivo | AG2R         | a 10'59"  |

### Classifica a punti - Maglia rossa
| Pos. | Corridore          | Squadra      | Punti |
| ---- | ------------------ | ------------ | ----- |
| 1    | Mark Cavendish     | Omega Pharma | 158   |
| 2    | Vincenzo Nibali    | Astana       | 128   |
| 3    | Cadel Evans        | BMC Racing   | 111   |
| 4    | Carlos A. Betancur | AG2R         | 108   |
| 5    | Giovanni Visconti  | Movistar     | 105   |

### Classifica scalatori - Maglia azzurra
| Pos. | Corridore          | Squadra  | Punti |
| ---- | ------------------ | -------- | ----- |
| 1    | Stefano Pirazzi    | Bardiani | 82    |
| 2    | Giovanni Visconti  | Movistar | 45    |
| 3    | Vincenzo Nibali    | Astana   | 45    |
| 4    | Jackson Rodríguez  | Androni  | 41    |
| 5    | Carlos A. Betancur | AG2R     | 37    |

### Classifica giovani - Maglia bianca
| Pos. | Corridore          | Squadra      | Tempo     |
| ---- | ------------------ | ------------ | --------- |
| 1    | Carlos A. Betancur | AG2R         | 85h00'56" |
| 2    | Rafał Majka        | Saxo-Tinkoff | a 41"     |
| 3    | Wilco Kelderman    | Blanco       | a 12'50"  |
| 4    | Darwin Atapuma     | Colombia     | a 21'28"  |
| 5    | Diego Rosa         | Androni      | a 32'55"  |

### Classifica a squadre - Trofeo Fast Team
| Pos. | Squadra                 | Tempo      |
| ---- | ----------------------- | ---------- |
| 1    | Sky Procycling          | 254h34'25" |
| 2    | Astana Pro Team         | a 4'29"    |
| 3    | Movistar Team           | a 7'27"    |
| 4    | Lampre-Merida           | a 10'35"   |
| 5    | Blanco Pro Cycling Team | a 15'58"   |